# US Senior Amateur Championship
Het US Senior Amateur (officieel: United States Senior Men's Amateur Golf Championship) is een nationaal golfkampioenschap voor amateurs van 55 jaar en ouder met een maximale handicap van 7.4. Het toernooi werd in 1955 opgericht door de US Senior Golf Association en wordt tegenwoordig georganiseerd door de United States Golf Association (USGA).
In 1955 had het toernooi 370 inschrijvingen, in 1960 waren dat er ruim 500 en in 1979 waren het er ruim 1000. In 1992 steeg het aantal boven de 2000, terwijl in 2005 het record werd bereikt met 2498 inschrijvingen. In 2005 was 134 de winnende score van het strokeplay toernooi, dat is nog steeds het record.
Er was de eerste jaren een 18-holes strokeplay voorronde, waarna de beste 64 spelers in een matchplay toernooi doorspeelden. Sinds 1964 bestaat de voorronde uit 36 holes strokeplay; de winnaar hiervan krijgt een medaille.
Sinds 1969 mogen de spelers gebruik maken van een buggy.

## Winnaars
| Jaar | Baan                                  | Winnaar              | Score     | Runner-up           |
| ---- | ------------------------------------- | -------------------- | --------- | ------------------- |
| 1955 | Belle Meade Country Club              | J. Wood Platt        | 5 & 4     | George Studinger    |
| 1956 | Somerset Country Club                 | Frederick J. Wright  | 4 & 3     | J. Clark Espie      |
| 1957 | Ridgewood Country Club                | J. Clark Espie       | 2 & 1     | Frederick J. Wright |
| 1958 | Monterey Peninsula Country Club       | Thomas C. Robbins    | 2 & 1     | Johnny Dawson       |
| 1959 | Memphis Country Club                  | J. Clark Espie       | 3 & 1     | J. Wolcott Brown    |
| 1960 | Oyster Harbors Club                   | Michael Cestone      | 20th hole | David Rose          |
| 1961 | Southern Hills Country Club           | Dexter H. Daniels    | 2 & 1     | William K. Lanman   |
| 1962 | Evanston Golf Club                    | Merrill L. Carlsmith | 4 & 2     | Willis H. Blakely   |
| 1963 | Sea Island Golf Club                  | Merrill L. Carlsmith | 3 & 2     | William D. Higgins  |
| 1964 | Waverley Country Club                 | William D. Higgins   | 2 & 1     | Edward Murphy       |
| 1965 | Fox Chapel Golf Club                  | Robert B. Kiersky    | 19th hole | George Beechler     |
| 1966 | Tucson National Golf Club             | Dexter H. Daniels    | 1 up      | George Beechler     |
| 1967 | Shinnecock Hills Golf Club            | Ray Palmer           | 3 & 2     | Walter D. Bronson   |
| 1968 | Atlanta Country Club                  | Curtis Person Sr     | 2 & 1     | Ben Goodes          |
| 1969 | Wichita Country Club                  | Curtis Person Sr     | 1 up      | David Goldman       |
| 1970 | California Golf Club of San Francisco | Gene Andrews         | 1 up      | James Ferrie        |
| 1971 | Sunnybrook Golf Club                  | Tom Draper           | 3 & 1     | Ernest Pieper Jr    |
| 1972 | Sharon Golf Club                      | Lewis Oehmig         | 20th hole | Ernest Pieper Jr    |
| 1973 | Onwentsia Club                        | Bill Hyndman         | 3 & 2     | Harry Welch         |
| 1974 | Harbour Town Golf Links               | Dale Morey           | 4 & 2     | Lewis Oehmig        |
| 1975 | Carmel Valley Golf & Country Club     | William F. Colm      | 4 & 3     | Stephen Stimac      |
| 1976 | Cherry Hills Country Club             | Lewis Oehmig         | 4 & 3     | John Richardson     |
| 1977 | Salem Country Club                    | Dale Morey           | 4 & 3     | Lewis Oehmig        |
| 1978 | Pine Tree Golf Club                   | Keith K. Compton     | 1 up      | John Kline          |
| 1979 | Chicago Golf Club                     | William C. Campbell  | 2 & 1     | Lewis Oehmig        |
| 1980 | The Homestead                         | William C. Campbell  | 3 & 2     | Keith K. Compton    |
| 1981 | Seattle Golf Club                     | Ed Updegraff         | 2 & 1     | Dale Morey          |
| 1982 | Tucson Country Club                   | Alton Duhon          | 2 up      | Ed Updegraff        |
| 1983 | Crooked Stick Golf Club               | Bill Hyndman         | 1 up      | Richard Runkle      |
| 1984 | Birmingham Country Club               | Robert Rawlins       | 19th hole | Richard Runkle      |
| 1985 | Wild Dunes Beach & Racquet C.         | Lewis Oehmig         | 20th hole | Ed Hopkins          |
| 1986 | Interlachen Country Club              | R.S. Williams        | 3 & 2     | John Harbottle      |
| 1987 | Saucon Valley Country Club            | John Richardson      | 5 & 4     | James Kite Jr       |
| 1988 | Milwaukee Country Club                | Clarence Moore       | 5 & 4     | Bud Stevens         |
| 1989 | Lochinvar Golf Club                   | R.S. Williams        | 19th hole | Joe Simpson         |
| 1990 | Desert Forest Golf Club               | Jackie Cummings      | 3 & 2     | Bobby Clark         |
| 1991 | Crystal Downs Country Club            | Bill Bosshard        | 5 & 4     | Morris Beecroft     |
| 1992 | The Loxahatchee Club                  | Clarence Moore       | 6 & 4     | Robert Harris       |
| 1993 | Farmington Country Club               | Joe Ungvary          | 7 & 6     | Jerry Nelson        |
| 1994 | Champions Golf Club                   | O. Gordon Brewer Jr  | 5 & 4     | Bob Hullender       |
| 1995 | Prairie Dunes Country Club            | James Stahl Jr       | 2 & 1     | Rennie Law          |
| 1996 | Taconic Golf Club                     | O. Gordon Brewer Jr  | 2 up      | Heyward Sullivan    |
| 1997 | Atlantic Golf Club                    | Cliff Cunningham     | 5 & 3     | Ed Bartlett         |
| 1998 | Skokie Country Club                   | Bill Shean Jr        | 5 & 3     | William King        |
| 1999 | Portland Golf Club                    | Bill Ploeger         | 3 & 2     | Gary Menzel         |
| 2000 | Charlotte Country Club                | Bill Shean Jr        | 2 & 1     | Richard Van Leuvan  |
| 2001 | Norwood Hills Country Club            | Kemp Richardson      | 2 & 1     | Bill Ploeger        |
| 2002 | Timuquana Country Club                | Greg Reynolds        | 4 & 3     | Mark Bernowski      |
| 2003 | The Virginian Golf Club               | Kemp Richardson      | 19th hole | Frank Abbott        |
| 2004 | Bel-Air Country Club                  | Mark Bemowski        | 4 & 3     | Greg Reynolds       |
| 2005 | The Farm                              | Mike Rice            | 1 up      | Mark Bemowski       |
| 2006 | Victoria National Golf Club           | Mike Bell            | 1 up      | Tom McGraw          |
| 2007 | Flint Hills National Golf Club        | Stanford Lee         | 4 & 3     | Sam Farlow          |
| 2008 | Shady Oaks Country Club               | Buddy Marucci        | 2 up      | George Zahringer    |
| 2009 | Beverly Country Club                  | Vinny Giles          | 1 up      | John Grace          |
| 2010 | Lake Nona Golf & Country Club         | Paul Simson          | 2 & 1     | Patrick Tallent     |
| 2011 | Kinloch Golf Club                     | Louis Lee            | 1 up      | Philip Pleat        |
| 2012 | Mountain Ridge Country Club           | Paul Simson          | 4 & 3     | Curtis Skinner      |
| 2013 | Wade Hampton Golf Club                | Doug Hanzel          | 3 & 2     | Pat O'Donnell       |
| 2014 | Big Canyon Country Club               | Patrick Tallent      | 2 & 1     | Bryan Norton        |
| 2015 | Hidden Creek Golf Club                | Chip Lutz            | 5 & 3     | Tom Brandes         |

## Meervoudige winnaars
- 3x: Lewis Oehmig (1972, 1976 en 1985)
- 2x: J. Clark Espie, Merrill L. Carlsmith, Dexter H. Daniels, Curtis Person Sr, Dale Morey, William C. Campbell , Bill Hyndman, R. S. Williams, Clarence Moore, O. Gordon Brewer Jr, Bill Shean Jr, Kemp Richardson, Paul Simson